# Санта Марија ла Палма (Сасари)
Санта Марија ла Палма је насеље у Италији у округу Сасари, региону Сардинија.
Према процени из 2011. у насељу је живело 133 становника. Насеље се налази на надморској висини од 29 м.